# Ditte & Louise (film)
 For alternative betydninger, se Ditte & Louise. (Se også artikler, som begynder med Ditte & Louise)
Ditte & Louise er en dansk komediefilm fra 2018, instrueret af Niclas Bendixen og med manuskript af Ditte Hansen og Louise Mieritz, de to hovedrolleindehavere. Filmen er en videreudvikling af tv-serien på DR, Ditte & Louise

## Medvirkende
- Ditte Hansen som Ditte
- Louise Mieritz som Louise
- Anders W. Berthelsen som Anders
- Adam Brix som David
- Lotte Andersen som Gritt
- Henrik Noél Olesen som Arnold
- Marijana Jankovic som Sara